# Homalopetalum leochilus
Homalopetalum leochilus är en orkidéart som först beskrevs av Heinrich Gustav Reichenbach, och fick sitt nu gällande namn av Soto Arenas. Homalopetalum leochilus ingår i släktet Homalopetalum och familjen orkidéer. Inga underarter finns listade i Catalogue of Life.